# ウィラード・プライス
ウィラード・デミル・プライス（Willard DeMille Price、1887年7月28日 - 1983年10月14日）は、カナダ生まれのアメリカ合衆国の旅行家、ジャーナリスト、著作家。
プライスは、オンタリオ州ピーターボロで、熱心なメソジストの家庭に生まれた。生まれた時は農場で暮らしていたが、一家はやがてトロントに移り、さらに彼が4歳の時にアメリカ合衆国オハイオ州のクリーブランドへ移り住んだ。プライスは、イースト高校 (East High School) からウェスタン・リザーブ大学（ケース・ウェスタン・リザーブ大学の前身）に進み、地元の広告主や新聞のための広告文を書く仕事をして学資を稼いだ。当時の彼は、メソジストたちの若手指導者として知られ、長期休暇中には長い旅行に出て冒険への関心を深めていった。
1909年、大学を卒業したプライスは、周囲の予想に反して神学校には進まず、按手礼（正式に牧師となること）を経ていない牧師として1年間、あちこちで説教をした。その後、「実社会 (workaday world)」を経験しようと決意して、まずニューヨーク、次いでロンドンへと赴いた。彼はサザークのセツルメント運動の施設でボランティアとして働き、そこで「痛いほど鋭い社会意識 (painfully acute social awareness)」を募らせた。
1911年にニューヨークに戻り、コロンビア大学社会福祉大学院に学ぶ奨学金を得て、M.A.とLitt.Dを取得した。在学中は、数多くのキャンペーン記事を新聞や雑誌に寄稿したが、その中には大西洋航路の船上における劣悪な状況に直接触れた報告、ニューアークのスラム調査、ピッツバーグの製鉄工場における児童労働の実態調査（ハーシェル・V・ジョーンズとの共作）などが含まれていた。プライスはまた、メソジスト教会の海外宣教団の広報担当としても働き、移民についての学位論文を完成させ、さらに『Survey』や『World Outlook』といった学術雑誌の編集にあたっていた。
その後のプライスは、「外国通信員にして移動研究者 (foreign correspondent and roving researcher)」として、様々な新聞、雑誌、博物館、学協会
、特にナショナルジオグラフィック協会やアメリカ自然史博物館などのために働いた。彼は死ぬまでに、合わせて148カ国を訪れ、地球を3周した。
プライスは、こうした冒険の旅を、『Rip Tide in the Southern Seas』（1936年）に始まる一連の大人向けのノンフィクションの本として記録していった。著作家としての初期には、特に日本に焦点を当てた記事を書いていたが、彼は1933年から1938年にかけて日本に住んでおり、日本の軍国化の過程を直接見聞することができた。
1999年、ニュージーランドのハミルトンにあるワイカト大学のローリー・バーバー (Laurie Barber) 教授が、ウィラード・プライスはアメリカ合衆国のスパイだったのかもしれないとする論考を出した。実際、プライス自身も、後に執筆した2冊ある自伝のひとつ『My Own Life of Adventure』の中でスパイ活動をしたと認めている。しかし、プライスが愛国心あるアメリカ人としてそのように振る舞っただけなのか、それとも軍の情報部から金銭を提供されていたのか、という点は、はっきりしていない。
プライスの旅行経験は、人気が高かった若い読者向けの小説、世界中で活躍する十代の動物学者ハルとロジャーのハント兄弟を主人公とする冒険物語である『冒険大作戦 (Adventure)』シリーズに生かされた。
死去する少し前に、プライスは次のように述べている。
私が『冒険大作戦』シリーズを若い人たちのために書いた目的は、刺激的な、冒険に満ちたものを読むよう彼らを導きたかったからだ。同時に、私は世界中の動物や、その行動への興味をもってもらいたかった。世界中の少年少女たちから私が受け取った手紙から判断すると、私は、彼らが書物と自然史の世界に入っていく扉を開けるのを、手伝えたのだと思う。
2006年、プライスの遺族は、『冒険大作戦』シリーズの著作権と関連する法的諸権利を、プライスの名を使用する権利とともに、ロンドンの出版社フレミング・リテラリー・マネジメント (Fleming Literary Management) に、非公表の「6桁の金額」（数十万ポンド）で売却した。

## 著作

### 『冒険大作戦』シリーズ
日本では、1973年から1974年にかけて、その時点での既刊12冊すべてが集英社から『ハルとロジャーの冒険大作戦』シリーズとして翻訳出版された。
- 魔境アマゾン - Amazon Adventure (1949)
  - 日本語訳：（久米みのる 訳、中山正美 絵）ハルとロジャーの冒険大作戦 1、1973年
- スペイン帆船の秘宝 - South Sea Adventure (1952)
  - 日本語訳：（中尾明 訳、中山正美 絵）ハルとロジャーの冒険大作戦 8、1974年
- まぼろしの真珠島 - Underwater Adventure (1954)
  - 日本語訳：（中尾明 訳、中山正美 絵）ハルとロジャーの冒険大作戦 5、1974年
- 火口探検船 - Volcano Adventure (1956)
  - 日本語訳：（亀山竜樹 訳、中山正美 絵）ハルとロジャーの冒険大作戦 3、1973年
- 決死の捕鯨船 - Whale Adventure (1960)
  - 日本語訳：（亀山竜樹 訳、中山正美 絵）ハルとロジャーの冒険大作戦 10、1974年
- 恐怖のヒョウ人間 - African Adventure (1963)
  - 日本語訳：（中尾明 訳、中山正美 絵）ハルとロジャーの冒険大作戦 9、1974年
- 白い巨象のなぞ - Elephant Adventure (1964)
  - 日本語訳：（亀山竜樹 訳、中山正美 絵）ハルとロジャーの冒険大作戦 7、1974年
- 密猟王黒ひげ - Safari Adventure (1966)
  - 日本語訳：（亀山竜樹 訳、中山正美 絵）ハルとロジャーの冒険大作戦 6、1974年
- ケニアの人食いライオン - Lion Adventure (1967)
  - 日本語訳：（中尾明 訳、中山正美 絵）ハルとロジャーの冒険大作戦 4、1974年
- ゴリラの逆襲 - Gorilla Adventure (1969)
  - 日本語訳：（亀山竜樹 訳、中山正美 絵）ハルとロジャーの冒険大作戦 2、1973年
- 海底都市の黄金 - Diving Adventure (1970)
  - 日本語訳：（中尾明 訳、中山正美 絵）ハルとロジャーの冒険大作戦 11、1974年
- 人食い島横断 - Cannibal Adventure (1972)
  - 日本語訳：（久米みのる 訳、中山正美 絵）ハルとロジャーの冒険大作戦 12、1974年
- Tiger Adventure (1979)
- Arctic Adventure (1980)

### 大人向けの紀行類
- A Real Revolution in China (1914)
- Ancient Peoples at New Tasks (1918) - 宣教団の教育用
- The Negro Around the World (1925)
- Rip Tide in the South Seas (1936)
- The South Sea Adventure: Through Japan’s Equatorial Empire (1936) - アメリカ合衆国では Pacific Adventure として出版
  - Second edition: Japan's Islands of Mystery (1944)
- Japan Reaches Out (1938)
- Japan's New Horizons (1938)
- Children of the Rising Sun (1938)
  - 日本語訳：（沢田謙 訳）日の出の子達、1939年
- Where Are You Going, Japan? (1938)
- Japan Rides the Tiger (1942)
- Japan and the Son of Heaven (1945)
- Key to Japan (1946)
- Roving South: Rio Grande to Patagonia (1948)
- I Cannot Rest from Travel: An Autobiography of Adventure in Seventy Lands (1952)
- Journey by Junk: Japan After MacArthur (1953)
- Adventures in Paradise;: Tahiti and Beyond (1955)
- Roaming Britain: 8000 Miles Through England, Scotland and Wales (1958)
- The Amazing Amazon (1954)
- Incredible Africa (1962)
- The Amazing Mississippi (1963)
- Rivers I Have Known (1965)
- America's Paradise Lost (1966)
- Odd Way Round the World (1969)
- The Japanese Miracle and Peril (1971)
- My Own Life of Adventure: Travels in 148 Lands (1982)